# Rivarennes, Indre-et-Loire
Rivarennes är en kommun i departementet Indre-et-Loire i regionen Centre-Val de Loire i de centrala delarna av Frankrike. Kommunen ligger i kantonen Azay-le-Rideau som tillhör arrondissementet Chinon. År 2022 hade Rivarennes 988 invånare.

## Befolkningsutveckling
Antalet invånare i kommunen Rivarennes
Referens:INSEE